# Anya Eskildsen
Anya Eskildsen (født 23. februar 1968) er administrerende direktør på Niels Brock Copenhagen Business College i København. Hun er student fra N. Zahles Gymnasieskole og har en cand.polit. fra Københavns Universitet.
Anya Eskildsen står bag Niels Brocks internationale engagement med eksport af uddannelse til Kina, Vietnam og Kasakhstan og samarbejde med to engelske universiteter.
Anya Eskildsen er medlem af en række råd og bestyrelser. Hun sidder blandt andet i bestyrelsen ved Young Enterprise København, Tryg A/S, Tryghedsgruppen, Lær For Livet og har tidligere været en del af Danmarks Vækstråd. Udover det, er hun også blogger på Den Korte Avis, Mandag Morgen. og blog.brock.dk
Hun er gift med Ernst Eskildsen, har tre børn.